# Alloclemensia mesospilella
Alloclemensia mesospilella là một loài bướm đêm thuộc họ Incurvariidae. Nó được tìm thấy ở Fennoscandia và miền bắc Nga tot Pyrenees, Ý, và România.
Sải cánh dài 12–15 mm.

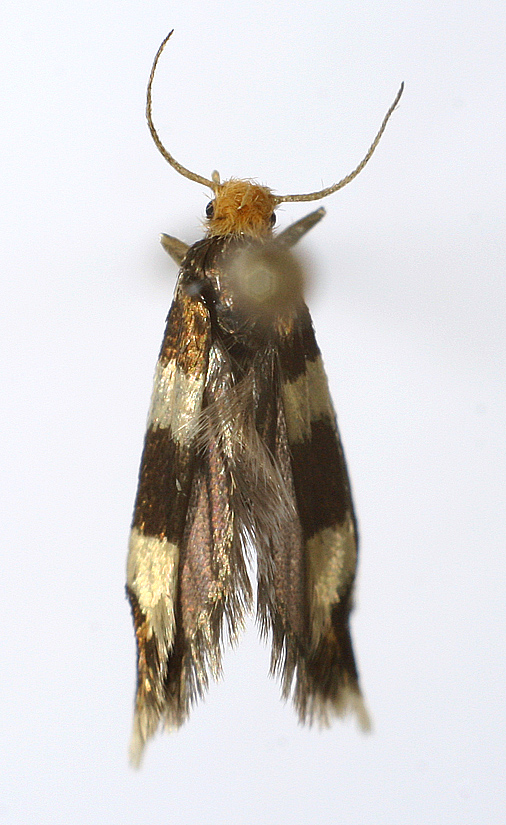

Ấu trùng ăn Ribes alpinum, Ribes uva-crispa và Saxifraga rotundifolia. Chúng ăn lá nơi chúng làm tổ.